# Hermann Detzner
Hermann Detzner (1882-1970) là một sĩ quan trong lực lượng an ninh Đức thuộc địa ở Kamerun Đức và New Guinea, cũng như một trắc địa, một kỹ sư, một nhà phiêu lưu mạo hiểm, và một nhà văn. Đầu năm 1914, chính phủ Đức phái Detzner đi khám phá và vẽ bản đồ bên trong Kaiser-Wilhelmsland, một xứ bảo hộ của đế quốc trên đảo New Guinea. Khi Thế chiến thứ nhất nổ ra ở châu Âu, ông đã được vào sâu bên trong, mà không liên lạc vô tuyến điện. Ông không đầu hàng quân đội Úc khi họ chiếm đóng New Guinea thuộc Đức, ông trốn trong rừng với một nhóm khoảng 20 binh sĩ. Trong bốn năm, Detzner và quân đội của ông khiêu khích diễu hành qua các bụi cây. Ông đã khảo sát các khu vực bên trong Guinea trước đây không nhìn thấy người châu Âu và đầu hàng trong bộ đồng phục váy đầy đủ, treo cờ Đế quốc, cho lực lượng của Úc vào tháng 1 năm 1919. Ông đã viết một cuốn sách về cuộc phiêu lưu của mình đạt được danh tiếng ở Anh và Đức, vào ba bản in, và đã được dịch sang tiếng Pháp, tiếng Anh, tiếng Phần Lan và tiếng Thụy Điển. Ông đã nhận được một vị trí trong các thuộc địa Đế quốc, và xuất hiện thường xuyên trên các mạch bài giảng trong suốt những năm 1920. Vào cuối những năm 1920, phần khoa học của cuốn sách của ông đã mất uy tín.